# Turbinella
Turbinella (nomeadas, em inglês, chank -sing.) é um gênero de moluscos gastrópodes marinhos predadores pertencente à família Turbinellidae (outrora entre os Xancidae). Foi classificado por Jean-Baptiste de Lamarck, em 1799, e sua primeira espécie, Turbinella pyrum, fora descrita por Carolus Linnaeus no ano de 1767; como Voluta pyrum (no gênero Voluta), em seu Systema Naturae. Sua distribuição geográfica abrange principalmente os oceanos tropicais da Terra, em águas rasas. Na India e Sri Lanka, conchas podem ser usadas como instrumento de sopro, sendo denominadas shankha, em sânscrito, ou pantchdjanya; consideradas objeto de culto do hinduísmo (Turbinella pyrum) e de civilizações pré-colombianas (Turbinella angulata, do Caribe), podendo chegar a mais de 35 centímetros.

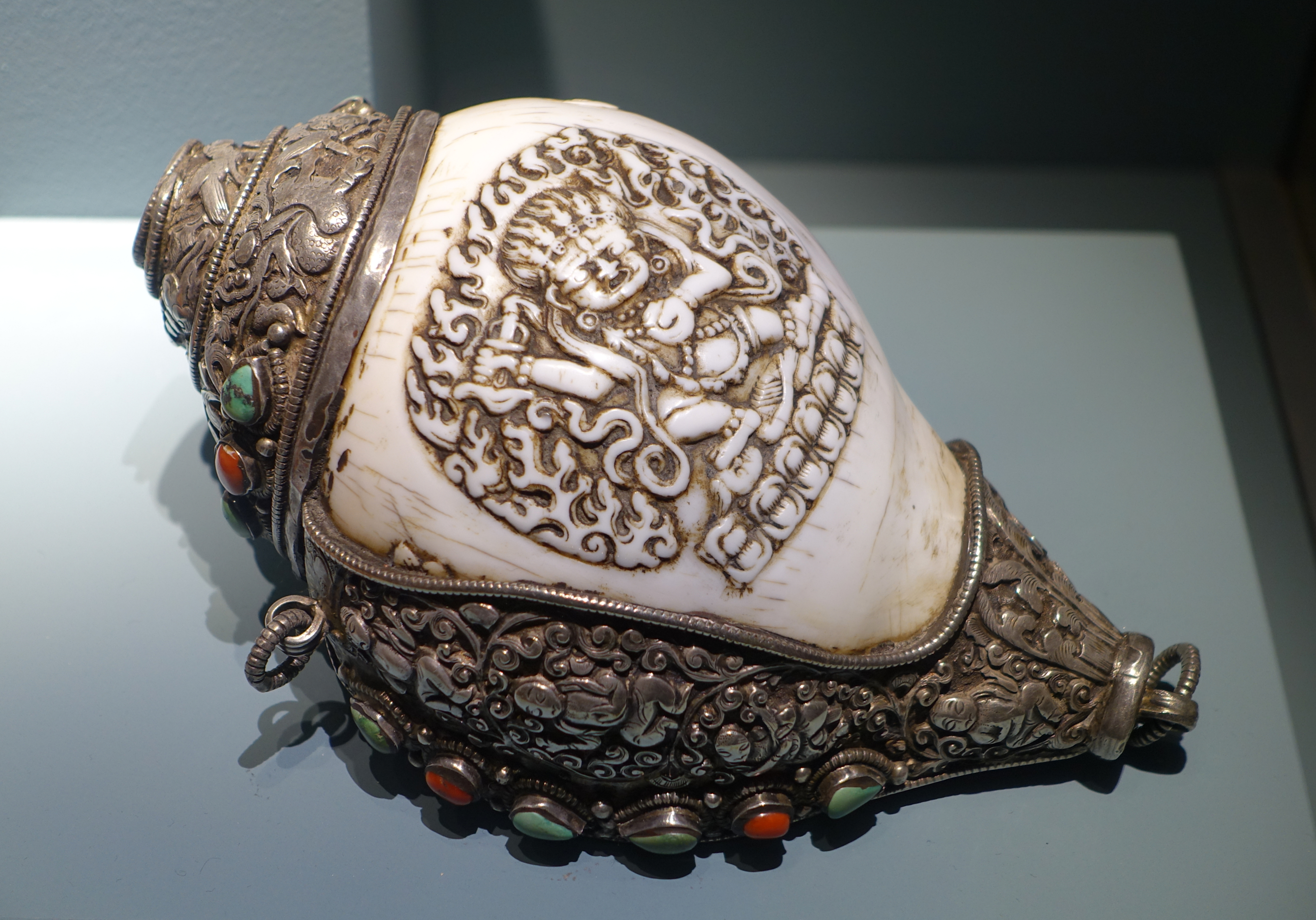
Vista de uma concha de Turbinella pyrum, usada como instrumento de sopro, na Índia.[7] A superstição costuma olhar para o sankha, sua denominação no hinduísmo, como um amuleto contra os poderes do mal e os primeiros relatos de seu uso estão no Ramáiana e no Mahabharata.

## Espécies deTurbinella
- Turbinella angulata (Lightfoot, 1786)
- Turbinella fusus G.B. Sowerby I, 1825
- Turbinella laevigata Anton, 1838
- Turbinella laffertyi Kilburn, 1975
- Turbinella ponderosa (Lightfoot, 1786)
- Turbinella pyrum (Linnaeus, 1767)
- Turbinella rapa Lamarck, 1816
- Turbinella wheeleri Petuch, 1994[1]